# سفارة الجزائر في تونس

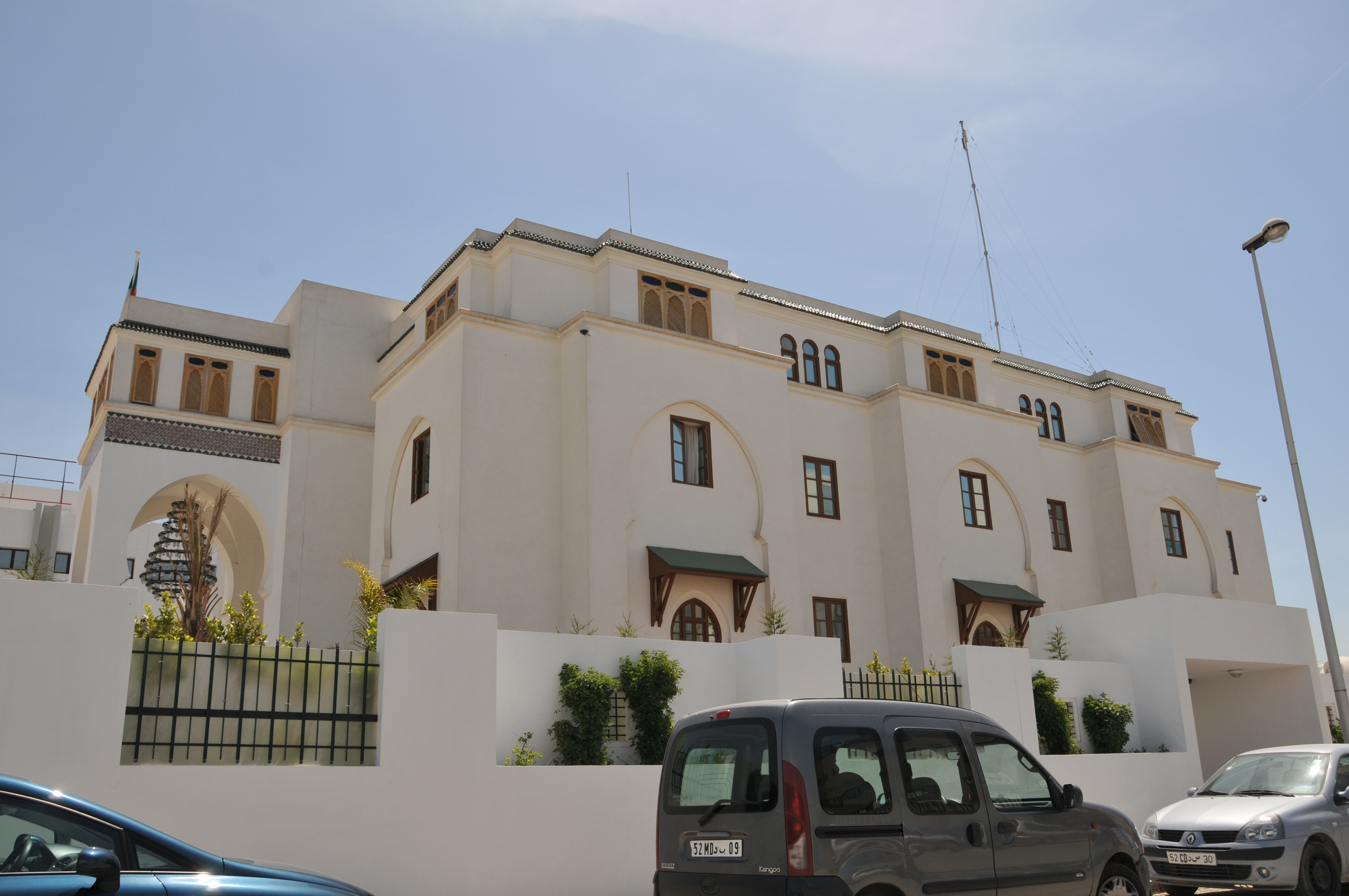
مبنى سفارة الجزائر في تونس

سفارة الجزائر في تونس هي الممثل الرّسمي للحكومة الجزائرية في تونس . وهي توجد في شارع دو لاك كوت آنسي في العاصمة التّونسية.

## القنصليات
هناك قنصليتان عامتان للجزائر في تونس ،الأولى في قفصة و الثانية في الكاف .

## مقالات ذات صلة
- العلاقات التونسية الجزائرية
- سفارة تونس في الجزائر

## وصلات خارجية
- (بالفرنسية) موقع سفارة الجزائر في تونس
- (بالفرنسية) موقع القنصلية العامة الجزائرية في تونس